# 北格羅夫納代爾 (康乃狄克州)
北格羅夫納代爾（英語：North Grosvenordale）是位於美國康乃狄克州溫德姆縣的一個村落。該地的面積和人口皆未知。

## 地理
北格羅夫納代爾的座標為41°59′09″N 71°53′53″W / 41.98583°N 71.89806°W，而該地的平均海拔高度為98米（即322英尺）。